# Walk with Me in Hell
Walk with Me in Hell (с англ. — «Ступай со мной в ад») — концертный DVD-альбом американской метал-группы Lamb of God. Содержит два документальных фильма — «Walk with Me in Hell» (концертные записи) и «Making of Sacrament» (процесс записи альбома Sacrament).
Walk with me Me in Hell был выпушен 1 июля 2008 года. Диск содержит в себе полнометражный документальный фильм, несколько дополнительных материалов с живых выступлений группы в рамках  мирового тура Sacrament, а также дополнительный полнометражный фильм Making of Sacrament и полное выступление группы Lamb Of God на фестивале Download Festival 2007, где они выступили перед более чем 72 000 фанатов.
Дополнительные материалы включают удаленные сцены, видео с живых выступлений и документальный фильм «Making of Redneck».

## Трек-лист

### Диск 1
1. «Setup to Fail» (The Unholy Alliance tour)
2. «Playing the Game» (Sacrament release day)
3. «The Be All, End All» (Megadeth tour)
4. «A One Eighty Shift» (Japan)
5. «Speed Boats and Koalas» (Australia)
6. «It’s a Travesty» (The Unholy Alliance Europe)
7. «Summon the Devil» (Conan & The Grammies)
8. «Better Than Nascar» (US Headline tour)
9. «They Got a Bar Here?» (Return to Australia)
10. «As Foreign as It Gets» (Return to Japan)
11. «Payoff?» (European festivals)
12. «Big Shoes to Fill» (Ozzfest)
13. «Crickets» (Heaven and Hell UK)
14. «Time Served» (Arena Headline tour)
15. "Redneck" (from the Unholy Alliance US)
16. "Again We Rise" (from the Megadeth tour)
17. "Walk with Me in Hell" (from the Unholy Alliance Europe
18. "Now You've Got Something to Die For" (from European festivals)
19. "Blacken the Cursed Sun" (from Ozzfest)
20. "Pathetic" (from the Arena Headline tour)

### Диск 2
1. «Laid to Rest»
2. «Again We Rise»
3. «Walk with Me in Hell»
4. «Pathetic»
5. «Now You’ve Got Something to Die For»
6. «Blacken the Cursed Sun»
7. «Redneck»
8. «Black Label»

## Участники записи
- Рэнди Блай — вокал
- Марк Мортон — гитара
- Вилли Адлер — гитара
- Джон Кэмпбелл — бас-гитара
- Крис Адлер — барабаны